# Medalha Militar (Brasil)
A Medalha Militar é uma condecoração honorífica brasileira.
Foi criada pelo Decreto n° 4.238, de 15 de Novembro de 1901, e regulamentada pelo Decreto nº 39.207, de 22 de maio de 1956. Destina-se a recompensar os bons serviços prestados pelos oficiais e praças do Exército, da Marinha e da Força Aérea Brasileira, em serviço ativo. A medalha é concedida a militares que completam decênios de bons serviços prestados às forças armadas, devendo os mesmos satisfazer condições tais como ser considerado merecedor por seu Comandante, Chefe ou Diretor e não ter sido punido disciplinarmente por transgressão atentatória à honra pessoal, ao pundonor militar ou ao decoro da classe.

## Apresentações
A Medalha Militar tem diferentes apresentações, variando com o tempo de serviço computável do militar agraciado. As variações são as seguintes:
- Medalha Militar de Platina com passador de platina (tempo computável: 50 anos)

- Medalha Militar de Ouro com passador de platina (tempo computável: 40 anos)

- Medalha Militar de Ouro com passador de ouro (tempo computável: 30 anos)

- Medalha Militar de Prata com passador de prata (tempo computável: 20 anos)

- Medalha Militar de Bronze com passador de bronze (tempo computável: 10 anos)